# Regola di Bergmann

La regola di Bergmann è un principio ecologico che afferma che la massa corporea aumenta a temperature più fredde. In figura i dati che dimostrano tale regola nelle alci svedesi.

La Regola di Bergmann è una regola ecogeografica di zoologia che mette in relazione la latitudine a cui ci si trova con la massa raggiungibile da determinati animali; in particolare asserisce che, nell'ambito di una stessa specie, la massa corporea è direttamente proporzionale alla latitudine ed inversamente proporzionale alla temperatura.
La regola prende il nome dal biologo tedesco Christian Bergmann, che per primo la formulò nel 1847: essa è più facilmente applicabile ad organismi endotermi (mammiferi ed uccelli), ma recenti studi hanno dimostrato la sua veridicità anche in rapporto ad organismi ectotermici.
La spiegazione che Bergmann diede alla sua legge fu che gli animali di maggiori dimensioni hanno un rapporto superficie/volume minore rispetto agli animali di piccole dimensioni, quindi disperdono il calore molto più lentamente e si trovano avvantaggiati nei climi più temperati, mentre gli animali di piccole dimensioni sopravvivono meglio in climi caldi e secchi, dove la loro capacità di disperdere velocemente il calore è d'indubbio vantaggio. Questo dualismo non è vero in assoluto, poiché vi sono casi anche abbastanza importanti di grandi animali che vivono in ambienti desertici, come ad esempio l'elefante africano: in questi casi, vengono utilizzate particolari strutture o comportamenti per ottimizzare gli scompensi, come ad esempio le grandi orecchie per disperdere il calore.
Per l'uomo, la regola si dimostra valida fino ad un certo punto, poiché intervengono altri fattori come ad esempio la dieta locale od eventuali emigrazioni od immigrazioni. Ad esempio, si può dire che gli abitanti dell'Asia settentrionale siano più alti di quelli del Sud-est asiatico: gli Inuit del Circolo polare artico hanno corpi grossi e compatti per meglio resistere alle temperature glaciali (regola di Allen), mentre i pigmei dell'Africa centrale hanno corpi piccoli ed allungati. La regola non si dimostra più valida per l'uomo nei tempi moderni, in quanto gli esseri umani sono in grado, ad esempio, di fabbricare vestiti per meglio resistere ai climi freddi, cosa che invece gli animali non possono fare. 
Fra gli studiosi ci sono controversie sulla validità o meno della legge, e non c'è accordo sull'interpretazione corretta (se si debba considerare tra individui della stessa specie o tra specie diverse), oltre che sulla sua presunta inutilità, poiché essa descrive un determinato fenomeno senza però studiarne le cause.